# 秃疮花
秃疮花（学名：Dicranostigma leptopodum）为罂粟科秃疮花属下的一个种。